# Didoetie
Didoetie, též Didoetsko je historická horská oblast (území) Velkého Kavkazu ležící v ruské republice Dagestán.

## Geografie
Na jihozápadních hranicích Didoetie sousedí s Gruzií (oblastmi Tušetie a Kachetie) a na severozápadě s ruskou republikou Čečenskem. Současné území Didoetie je rozdělené do tří dagestánských správních celků (okresů) – Cunta, Bežta, velká část Cumady.
Didoetie je vysokohorská území s množstvím třítisícových vrcholů. Nejvyšší horou je hraniční vrchol Diklosmta (4285 m n. m.). Kompletně celé území se nachází nad 1000 m n. m.
Na území Didoetie nevede železnice. Automobilová doprava je komplikovaná. Řada obcí je dostupná pouze automobily s náhonem všech čtyř kol.

## Historie
Didoetii zmiňují již staré arabské a gruzínské kroniky. Území leželo v raném středověku na obchodní stezce mezi Gruzií a Chazarskou říší. Původní historická hranice území není známá. Zachoval se pouze hrubý popis v knize gruzínského zeměpisce a historika Vachšutiho z 18. století, v jeho díle Agtzera sameposa sakartvelosa (ვახუშტი ბაგრატიონის ატლასები).
Ve vrcholném středověku byla Didoetie kulturně, hospodářsky i vojensky napojená na Gruzínské království. Po invazi turkického vojevůdce Tamerlána koncem 14. století si na Didoetii začal dělat nárok Avarský chanát. S rozdělením Gruzínského království mezi Osmanskou říši a Persií v polovině 16. století na území začala intenzivní islamizace původně křesťanského obyvatelstva. Definitivní napojení na severovýchodní Kavkaz proběhl s invazí Ruského impéria v 19. století. 

## Obyvatelstvo
Didoetští obyvatelé jazykově spadají mezi severovýchodokavkazské jazyky. Mluví tzv. didojskými jazyky, které západní jazykověda nazývá jazyky Cezskými podle nejrozšířenější skupiny obyvatel Cezů.
Pro obyvatelé Didoetie byla po staletí typická tzv. horská demokracie, kterou tvořily jednotlivé klany (kmeny). Tyto klany si udržovaly formální nezávislost na feudálech z nížin. Definitivně se podařilo kavkazské horské klany podrobit až po druhé světové válce. Jednotlivé klany stahovaly z hor do nížin za údajnou kolaboraci s nacisty a po převýchově se od konce padesátých let dvacátého století mohly vracet. Pro klany z didoetského území je typická postupná avarizace obyvatel. Didoetské kmeny jsou již z národnostního hlediska vnímány jako subetnikum Avarů.

## Turismus
Turismus na území Didoetie je na rozdíl od sousední Tušetie minimální. Důvodem je mimo komplikované dopravy i speciální povolení pro vstup na tato území. Jde především o dagestánský okres Cunta. V oblasti se nachází několik vojenských posádek.
Povolení na vstup do oblasti vydává FSB (Federalnaja služba bezopasnosti Rossijskoj federacii) sídlící Kaspijsku. Vyřízení žádosti na povolení trvá několik měsíců.